# Zbigniew Zapasiewicz (ojciec)
Zbigniew Zapasiewicz (ur. 8 marca 1906 w Warszawie, zm. 25 kwietnia 1937 tamże) – polski działacz społeczny.

## Życiorys
Student Politechniki Warszawskiej, następnie tamtejszego Uniwersytetu. Był współorganizatorem Legionu Młodych, a w latach 1930–1934 komendantem głównym tej organizacji, przywódcą lewicowego nurtu. Od 1935 albo 1936 działał w PPS, a także w warszawskich strukturach ruchu związkowego.
W 1930 ożenił się z Marią z Kreczmarów (1906–1985). Ich synem był Zbigniew Zapasiewicz (1934–2009), wybitny aktor.
Został pochowany na cmentarzu Powązkowskim w Warszawie (kwatera 99-1-16).

## Ordery i odznaczenia
- Srebrny Krzyż Zasługi (10 listopada 1933)[6]